# Cournil
Cournil était un constructeur de machines agricoles et de véhicules automobiles français fondé par Bernard Cournil dans les années 1950. Cette entreprise aurillacoise a disparu en 1977 mais ses produits, réputés pour leur grande robustesse, continuèrent à être fabriqués sous les marques Auverland, UMM et Panhard VPS.

## Bernard Cournil
Bernard Cournil est né le 25 Avril 1908 au Rouget, près d’Aurillac dans le Cantal. Après avoir fait le compagnonnage, il a travaillé avec son père forgeron qui s’était recyclé en vendeur et réparateur de bicyclettes. Il s’est très vite intéressé à l’automobile qu'il apprit à réparer. Pendant la seconde guerre mondiale, il se spécialisa dans l’installation de gazogènes sur les véhicules ; il parvint même à construire un avion qu'il fit décoller lors d'une fête de campagne.
En 1942, il entra dans la résistance et créa le Maquis de la Luzette où il dissimula du matériel et des hommes en situation illégale. En Aout 1943, il créa avec Harold Rovella le terrain de parachutage « Chenier », un des plus grands de la zone sud, qui permit de réceptionner 90 Agents et plus de 65 tonnes d'armes et de matériel. Ces faits d’armes lui valurent de recevoir de la reine d’Angleterre la « King's Medal for Courage ».
La connaissance du matériel de guerre et de transport qu’il acquit durant cette période le poussa naturellement à se reconvertir en garagiste et à s’installer à Aurillac.

## L'adaptation de la Jeep

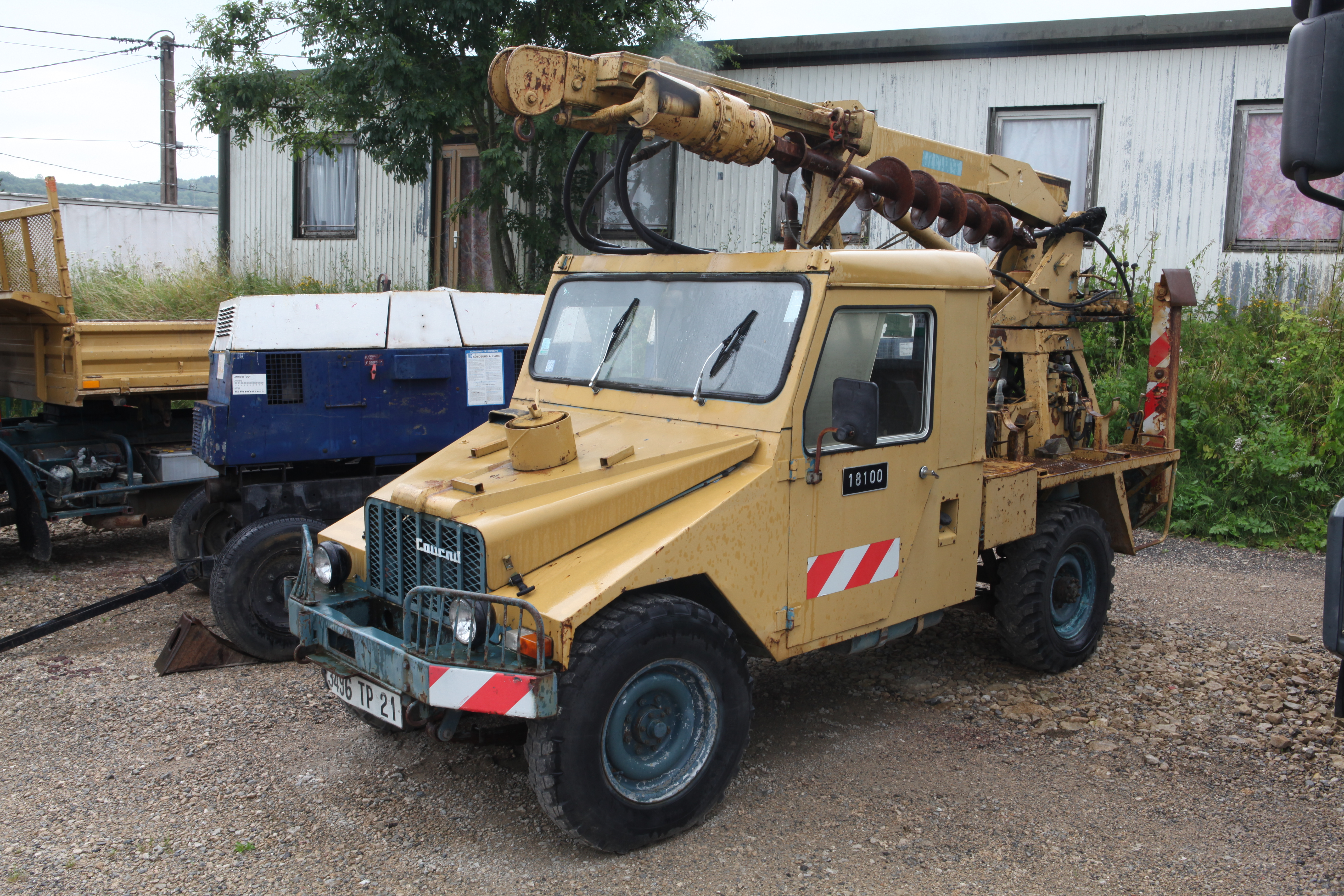
Cournil 4x4 équipé d'une tarière

Après la guerre, Bernard Cournil récupéra un stock de Jeeps abandonné par les américains et les modifia pour en faire du matériel agricole. Lorsque Hotchkiss commença à assembler des Jeeps sous licence en France, Cournil devint son distributeur régional. En 1954, il franchit une étape supplémentaire en signant un contrat de licence avec la société Willys Jeep pour le montage de leurs véhicules.
Progressivement, l'entrepreneur passa de l'activité de simple assembleur à celle d'améliorateur et de concepteur. Pour répondre à une faiblesse qu'il avait remarquée au niveau de la boîte de vitesses, il remplaça certains pignons par des pièces usinées dans ses propres ateliers. Les moteurs fournis par Hotchkiss ne lui paraissaient pas suffisamment fiables, il les remplaça par des moteurs diesel Ferguson. Au début des années 1960, il constata que le châssis de la Jeep Hotchkiss n’était pas assez robuste et qu'il ne répondait pas aux besoins des forestiers et des agriculteurs du centre de la France. Il créa alors un nouveau modèle de véhicule à quatre roues motrices pratiquement indestructible qui dépassait le concept initial de la Jeep et qui fut surnommé le « Tracteur Cournil » dans l'industrie minière.

## Développement de la marque

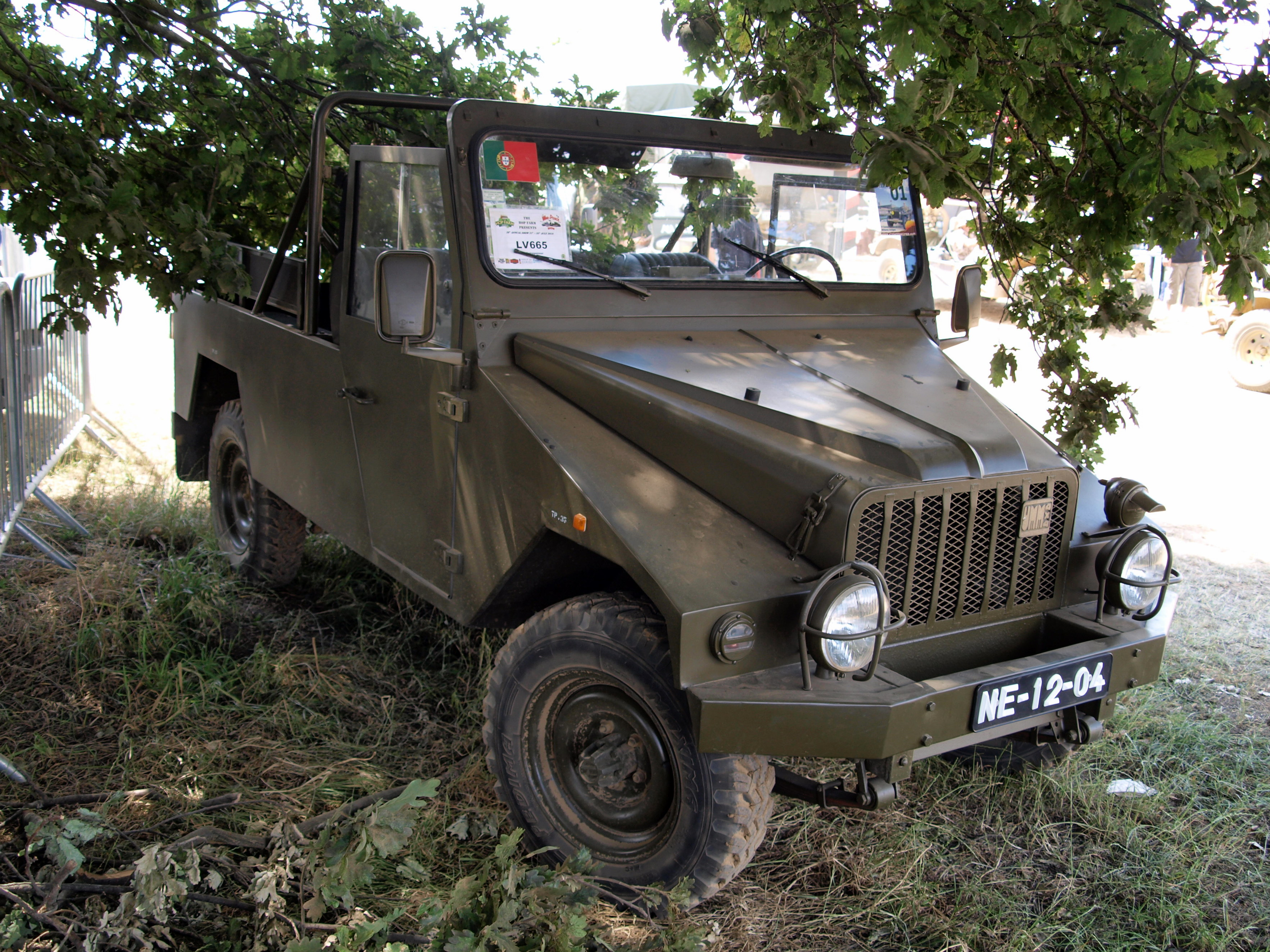
Entrepreneur UMM 1983, assez proche du Cournil de la même période

En 1960, Cournil apposa la marque « Tracteur Cournil JA1 » sur ses productions, il entrait alors véritablement dans le cercle fermé des producteurs de véhicules. En 1961, Cournil modifia le dessin de son véhicule et créa une ligne originale qui devait perdurer jusqu'en 1986 et même jusqu'en 2004, avec quelques modifications. L'avant se caractérisait par un capot très incliné qui autorisait une excellente visibilité sur les pistes de montagne étroites pour lesquelles le véhicule était destiné,. Les produits de l'entreprise continuaient à être fabriqués de façon artisanale mais ils intégrèrent progressivement de plus en plus de composants maison ou spécialement fabriqués pour elle. En 1965, l'entreprise propose un véhicule avec pont autobloquant. En 1972, la production avait atteint 850 unités, vendues principalement dans la région du Massif central. Une cinquantaine de personnes travaillaient dans les ateliers ; en plus des véhicules, on y fabriquait aussi d'autres accessoires agricoles tels que des barres de coupe, relevage, prises de force, remorques etc.
Le premier Tracteur Cournil, le JA1, utilisait un moteur diesel Hotchkiss 26hp puis un Massey Ferguson 35 (actuellement un 23c Standard). En 1964, ce dernier fut remplacé par un modèle de Leyland Trucks : le « OE 138 ». Il s'agissait en fait du même moteur, mais construit par Leyland après la prise de contrôle de Standard . L'année 1964 marque également l’introduction d’un blocage de différentiel. Le nouveau moteur était beaucoup plus souple et était également disponible dans une version à rendement plus élevé (54 kW). Le modèle a alors reçu le nom de « JA2 ». Lors de la création de British Leyland en 1968, environ 50 JA2 furent équipées du très fiable diesel Land Rover de moins de 2,1 litres . Plusieurs autres moteurs ont ensuite été utilisés, tels que Ricardo, Peugeot, Renault, Indenor, etc .

## Les années sombres
Une croissance trop rapide et le choix de mauvais partenaires conduisit l'entreprise à la faillite en 1970. C'est le fils de Bernard, Alain, qui prit la relève et construisit 53 unités supplémentaires entre 1971 et 1977. Au cours de cette période sombre la petite entreprise se contentait de vivoter et Alain, qui exploitait un garage traditionnel, ne parvint jamais à convaincre les banquiers de le soutenir. En 1977, les Cournil décidèrent de céder leurs licences à deux sociétés : les droits sur les marchés extérieurs furent vendus à UMM (Portugal) et les droits pour la France, l'outre-mer et la défense à la société d’armement Gevarm (Groupe Gévelot), puis à SIMI (Groupe Belin).

## La période GEVARM

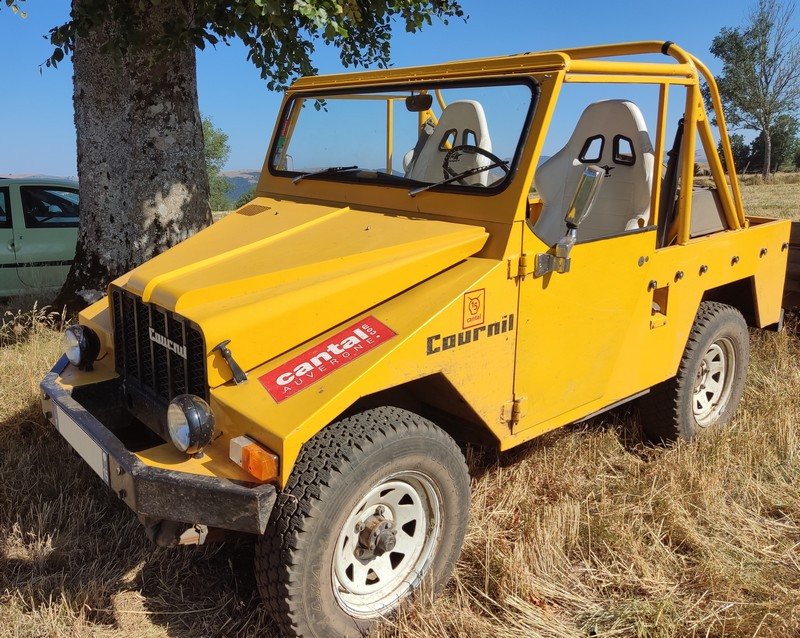
Cournil année 1978 rénové en 2006

Le Cournil construit par Gevarm est le premier véhicule pouvant être considéré comme un véritable modèle de série ; il était proposé dans deux empattements : 2 040 ou 2 540 mm. Les moteurs proposés étaient un groupe essence Saviem 817 de 2,6 litres et 69 CV (51 kW) (SCE14 / 24), ou un groupe diesel Indenor de 2,1 litres (XDP 4/90) et 62 CV (46 kW), appelé SCD14. / 24. Un plus gros diesel Saviem 720 de 3,6 litres était également disponible, avec une puissance de 85 CV (63 kW) . Il a été initialement proposé uniquement avec l'empattement plus long et s'appelait le « SCD28 ». Les vitesses maximales pour les trois modèles étaient d'environ 107 km/h . L'importateur anglais a également installé le moteur diesel Perkins 4.165 de 2,7 litres pour répondre aux besoins locaux . Les modèles avec conduite à droite ne furent proposés qu'en 1979 . Plus tard, le plus gros moteur diesel Indenor de 2,3 litres a remplacé le 2.1 précédemment utilisé, donnant naissance aux modèles SCD15 / 25. Il y avait aussi une version avec un moteur Renault 829 de deux litres disponible à partir de 1979 (SCE15 / 25), sa puissance était rabaissée de 109 à 83 CV (80 à 61 kW), par rapport à la Renault 20 TS dans laquelle il était normalement installé .

## La période SIMI

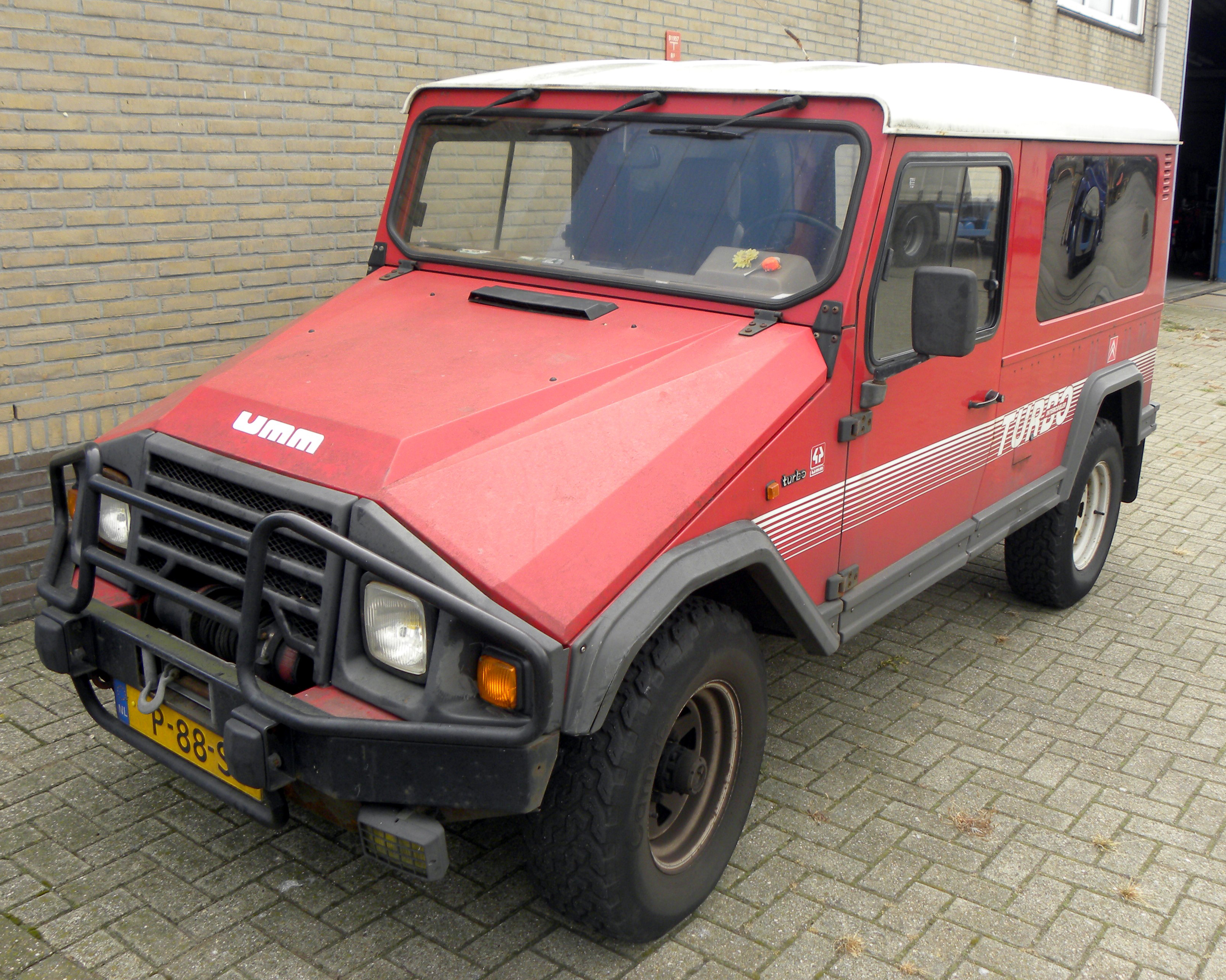
La ligne Cournil reprise par le portugais UMM.

Dans un premier temps, SIMI reprit la gamme de Gevarm, puis il ajouta rapidement de nouveaux moteurs, une nouvelle ligne et un châssis modifié avec de nouvelles dimensions. Les empattements proposés passèrent de 2 200 et 2 750 mm, tandis que les moteurs 2,5 litres XD3 P diesel et 2,3 litres XD2 PS de PSA ont été proposés aux côtés des groupes essence Renault / Saviem de 2 et 3,6 litres. Sous la direction de SIMI, le modèle à empattement court a été appelé « Randonneur » et le modèle LWB « Entrepreneur » .

## La période Auverland
En 1982, Auverland reprit la société et commercialisa les véhicules sous la marque « Autoland » ; en 1984 la firme délocalisa les ateliers aurillacois à Saint-Germain-Laval (Loire). Auverland construisit 560 unités supplémentaires, vendues principalement à l'armée et à d'autres administrations. En 1986, elle lança une nouvelle version du modèle A-3 tout en continuant à construire des versions légèrement modifiées des modèles SIMI comme le SC (dans les versions SC-200, -250 et SC-11) et une version plus fortement modifiée du A-2. Le modèle Auverland a également servi de base au « JPX Montez » brésilien construit de 1992 à 2002.